# 厄尔尼诺-南方涛动现象
（或簡稱聖嬰-南方振盪、恩索現象）是聖嬰現象與南方振盪的合稱；早期本以為這兩個現象互不相干，但現在大部分的學者都已經認同這兩件事是互相有關聯的。其为发生在横跨赤道附近太平洋的一种準周期气候类型，亦即熱帶太平洋上大氣與海洋間交互作用的變化；雖源自於熱帶，卻能改變全球的大氣環流，進而影響各地的氣溫與降水；大约每5年发生一次。

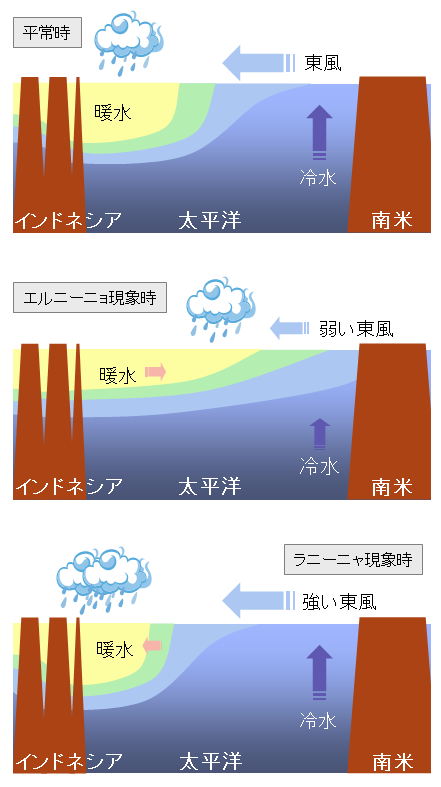
厄尔尼诺-南方涛动现象的机制（日本氣象廳）

南方振盪本身是指东太平洋赤道区域海面温度（厄尔尼诺事件时变暖，拉尼娜事件时变冷）和西太平洋赤道区域的海面上气压的变动。海温与气压两者变动是相互联系的：东太平洋的暖洋阶段，即厄尔尼诺，伴随着西太平洋的高海面气压；东太平洋的变冷阶段，即拉尼娜，伴随着西太平洋的低海面气压。导致这种变动的机制仍在研究中。
这种气候类型变动的极端时期，即厄尔尼诺和拉尼娜事件，会在世界很多区域引起极端的天气（比如洪水和干旱）。依靠农业和渔业的发展中国家，特别是太平洋沿岸的国家，所受影响最大。厄尔尼诺-南方振盪比较流行的称呼常常省略为“厄尔尼诺”。厄尔尼诺是西班牙语，意指“小男孩”，指的是圣子耶稣，因为南美太平洋的变暖时期通常都在圣诞节附近。

## 名稱
早期學者以為兩現象各自獨立，但近年來的研究漸漸闡明其關係、是一體的兩面，故以厄爾尼諾－南方振盪現象稱之，學界一般通用縮寫ENSO。
海水變暖的範圍主要為太平洋東部與中部的熱带海洋的海水溫度異常地持續變暖，使整个世界气候模式发生变化，造成一些地区干旱而另一些地区又降雨量过多。其出現頻率並不規則，但平均約每4年發生一次。基本上，如果現象持續期少於五個月，會稱為厄爾尼諾；如果持續期是五個月或以上，便會稱為厄爾尼諾事件。

## 南方振盪

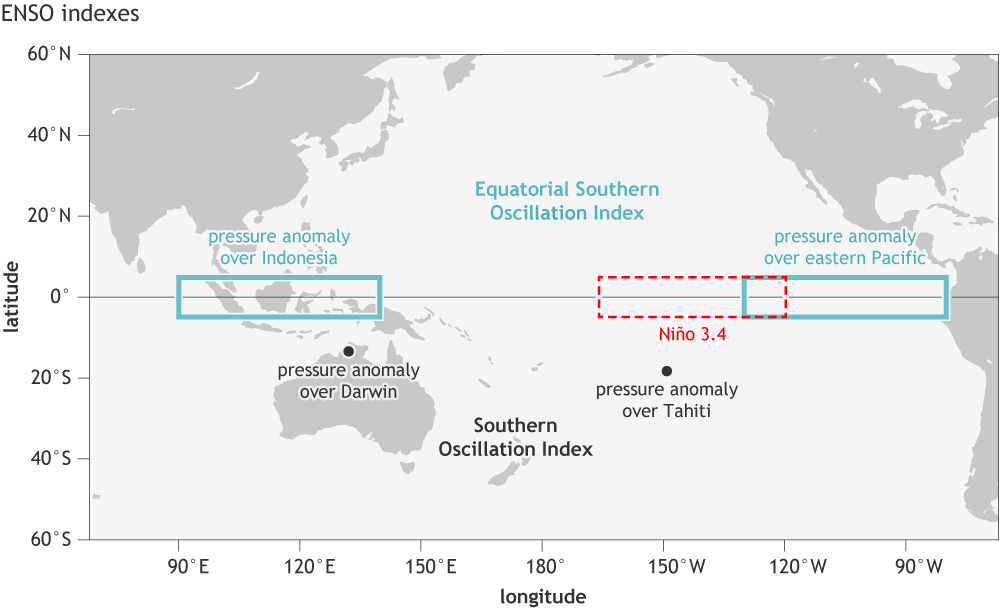
计算南方涛动指数时测量气压的地区

南方振盪為厄爾尼諾現象在大氣的對應關係，不過早期學者並不了解這點。所謂的「涛动」（oscillation）是指赤道附近太平洋東西處之氣壓變化，最早由英國氣象學家吉尔伯特·沃克（Gilbert Walker）於20世紀初期發現並提出。
南方振盪的強度由「南方涛动指數」（英語：Southern Oscillation Index，SOI）評估，也就是選定大溪地（在太平洋）與澳洲達爾文（太平洋與印度洋交界處附近）兩地作為東、西太平洋的代表地，指數指出了兩地之氣壓差距，具體計算方法有多種。澳大利亚气象局採用的是Troup SOI，該計算方式下，當該指數持續低於-7時，通常表示出現了厄爾尼諾現象；持續高於+7則表明出現了拉尼娜現象。

## 成因
ENSO形成的原因，科学界有多种观点，比较普遍的看法是：在正常状况下，北半球赤道附近吹东北信风，南半球赤道附近吹东南信风。信风带动海水自东向西流动，分别形成北赤道洋流和南赤道暖流。从赤道东太平洋流的海水，靠海洋底部的湧升流补充，由於底層海水溫度較低，因此使表面水温低于四周，形成东西部海温差。但是，一旦東風减弱，甚至变为西风时，赤道东太平洋地区的冷水上翻减少或停止，海水温度就升高，形成大范围的海水温度异常增暖。而突然增强的这股暖流沿着厄瓜多爾海岸南侵，使海水温度剧升，冷水鱼群因而大量死亡，海鸟因找不到食物而纷纷离去，渔场顿时失去生机，使沿岸国家遭到巨大损失。
ENSO形成的前兆包括：
- 印度洋、印尼與澳洲氣壓增加；
- 大溪地和太平洋中央、東面的海面氣壓减小；
- 南太平洋的信風減弱或往東面吹；
- 秘魯附近的暖空氣上升，令當地沙漠下雨；
- 暖空氣由太平洋西岸擴散至印度洋與太平洋東面。同時它令東面較乾燥和有乾旱的地方降雨；
- 西太平洋爆發西風，能量透過凱耳文波經由海洋傳遞，海洋混合層深度會有由西向東傳的波動。

## 典型事件与影响
- ENSO規模顯著的年份：1790-94、1828、1876-77、1891、1925-26、1972-73、1982-83、1997-98、2014-2016。
- ENSO規模中等的年份：1986-1987、1991-1992、2018-2019。
- 近年、但規模較小的年份：1994-1995、2002-2003、2004-2005、2006-2007、2009-2010、2012-2013。
- 1982年4月至1983年7月的ENSO现象，是几个世纪来最严重的一次之一，太平洋東部至中部水面溫度比正常高出約4至5℃，造成全世界1300～1500人丧生，经济损失近百亿美元。
- 1986年至1987年的ENSO现象，使赤道中、东太平洋海水表面水温比常年平均温度偏高2℃左右；同时，热带地区的大气环流也相应地出现异常，热带及其他地区的天气出现异常变化；南美洲的秘鲁北部、中部地区暴雨成灾；哥伦比亚境内的亚马孙河河水猛涨，造成河堤多次决口；巴西东北部少雨干旱，西部地区炎热；澳大利亚东部及沿海地区雨水明显减少；中国华南地区、南亚至非洲北部大范围地区均少雨干旱。
- 1990年初又发生ENSO前兆现象。这年1月，太平洋中部海域水面温度高于往年，除赤道海域水面温度比往年高出0.5℃外，国际換日線以西的海域水面温度也比往年高出将近1℃；接近海面的28℃的暖水层比往年浅10米左右；南美洲太平洋沿岸水域的水位比平时上涨15～30厘米。
- 1997年至1998年的ENSO现象，亦是几个世纪来最严重的一次之一，太平洋東部至中部水面溫度比正常高出約3至4℃，美洲地區有持續暴雨，東南亞地區则持续干旱并發生大規模的森林大火。這次聖嬰現象緊接1991-1992年發生，頻密程度罕見。

ENSO带动的温暖海水，會影响鱼类的成群移动，破坏珊瑚礁的生长。而特別的是，在聖嬰現象發生當年，容易在西北太平洋和東北太平洋形成威力強大的颱風和颶風。例如1997年太平洋颱風季就曾出現十個威力達到等級最高的五級颱風，在1997年太平洋颶風季也出現兩個等級最高的五級颶風，分別是颶風琳達和颶風圭勒摩。而2002年太平洋颶風季出現三個等級最高颶風，2009年太平洋颱風季出現四個等級最高的五級颱風。至於2015年太平洋颶風季威力超過1997年琳達颶風的則有颶風帕翠莎。2018年太平洋飓风季则是有记录以来该海域累计气旋能量指数最高的一个风季，出现了三个五级飓风、十个三级以上飓风。

## ENSO和全球暖化
在过去的几十年中，厄尔尼诺事件的数目有所增加，而拉尼娜事件的数目却在减少。我们可能还需要观察ENSO更长的时间以发现稳定的变化，我们现在还不清楚这到底是随机的波动，或是ENSO的正常变化规律，还是由走向全球变暖的全球气候变化所导致。
对历史数据的研究表明，最近的厄尔尼诺的变化很可能和全球变暖有关。比如，一个最近的研究显示，即使减去十年际变化率的正影响后再看ENSO的趋势，观测数据中的ENSO变率的幅度仍然显示在增加，在过去50年里最大增加了60%。
现在还不是很确定ENSO在将来会如何变化，不同的模式得出了不同的预测结果。可能现在观测到的更强更频繁的厄尔尼诺事件只是发生在全球变暖的早期阶段，然后（比如在海洋低层也变暖后），厄尔尼诺将可能变得比现在要弱些。也有可能，影响ENSO的各种因素的最后效果被最终相互抵消。要想更好的预测ENSO的将来变化还需要更多的研究。ENSO被认为是地球气候的潜在临界要素（tipping element）。由觀測資料發現，在大西洋及印度洋也有類似聖嬰現象的發生，例如印度洋偶極（Indian Ocean Dipole）。

## ENSO事件历史
| 厄尔尼诺               | 最高ONI值            |
| ---------------------- | -------------------- |
| JJA 1951 - DJF 1951/2  | 1.2                  |
| DJF 1952/3 - JFM 1954  | 0.8                  |
| MAM 1957 - JJA 1958    | 1.8                  |
| OND 1958 - FMA 1959    | 0.6                  |
| MJJ 1963 - JFM 1964    | 1.4                  |
| AMJ 1965 - MAM 1966    | 1.9                  |
| JAS 1968 - DJF 1969/70 | 1.1                  |
| AMJ 1972 - FMA 1973    | 2.1                  |
| ASO 1976 - JFM 1977    | 0.8                  |
| ASO 1977 - JFM 1978    | 0.8                  |
| AMJ 1982 - MJJ 1983    | 2.2                  |
| JAS 1986 - JFM 1988    | 1.6                  |
| AMJ 1991 - MJJ 1992    | 1.6                  |
| ASO 1994 - FMA 1995    | 1.2                  |
| AMJ 1997 - MAM 1998    | 2.4                  |
| AMJ 2002 - JFM 2003    | 1.3                  |
| JJA 2004 - DJF 2004/5  | 1.7                  |
| ASO 2006 - DJF 2006/7  | 1.0                  |
| JJA 2009 - MAM 2010    | 1.6                  |
| SON 2014 - MAM 2016    | 2.6                  |
| ASO 2018 - MJJ 2019    | 0.9                  |
| AMJ 2023 -             | 2.0 (十一到一月均值) |

## 参閲
- 反聖嬰現象
- 全球暖化

## 外部連結
- 新闻专题：聖嬰与反聖嬰现象 （页面存档备份，存于）
- 聖嬰現象
- （英文）ENSO blog （页面存档备份，存于），一个关于厄尔尼诺和拉尼娜的科普博客。